# Spiele der kleinen Staaten von Europa 2013/Basketball
Die Basketball-Wettbewerbe bei den XV. Spielen der kleinen Staaten von Europa in Luxemburg wurden vom 28. Mai bis zum 1. Juni 2013 im d’Coque ausgetragen.

## Männerturnier
| Team          | Sp | S | N | P+  | P-  |
| ------------- | -- | - | - | --- | --- |
| 1. Zypern     | 4  | 4 | 0 | 322 | 224 |
| 2. Luxemburg  | 4  | 3 | 1 | 328 | 251 |
| 3. Island     | 4  | 2 | 2 | 279 | 289 |
| 4. Andorra    | 4  | 1 | 3 | 287 | 284 |
| 5. San Marino | 4  | 0 | 4 | 185 | 353 |

## Frauenturnier
| Team         | Sp | S | N | P+  | P-  |
| ------------ | -- | - | - | --- | --- |
| 1. Luxemburg | 3  | 3 | 0 | 181 | 156 |
| 2. Island    | 3  | 2 | 1 | 206 | 170 |
| 3. Zypern    | 3  | 1 | 2 | 155 | 184 |
| 4. Malta     | 0  | 0 | 3 | 157 | 189 |

## Medaillenspiegel
| Platz | Land      | Gold | Silber | Bronze | Gesamt |
| ----- | --------- | ---- | ------ | ------ | ------ |
| 1     | Luxemburg | 1    | 1      | -      | 2      |
| 2     | Zypern    | 1    | -      | 1      | 2      |
| 3     | Island    | -    | 1      | 1      | 2      |